# Hyaloscypha candidata
Hyaloscypha candidata är en svampart som först beskrevs av Mordecai Cubitt Cooke, och fick sitt nu gällande namn av Jean Louis Emile Boudier 1907. Hyaloscypha candidata ingår i släktet Hyaloscypha och familjen Hyaloscyphaceae.   Inga underarter finns listade i Catalogue of Life.